# Ostrá skala (Słowacki Raj)
Ostrá skala (970 m) – szczyt w południowej części Słowackiego Raju. Znajduje się w miejscowości Dobszyna, nad prawym brzegiem rzeki Hnilec i tuż po południowej stronie drogi krajowej nr 67 i linii kolejowej. Jest to zbudowany z wapieni i dobrze wyodrębniony w krajobrazie, ostaniec skalny o stromych i porośniętych lasem stokach. Wśród porastających go drzew najwięcej jest modrzewi. W 1976 został objęty ochroną jako „Rezerwat przyrody Ostrá skala” o powierzchni 85 ha.
Ostrá skala nie jest dostępna turystycznie. Po zachodniej jej stronie znajduje się ranczo „Pod Ostrou Skalou”.